# Association for Standardisation of Automation and Measuring systems
Pour les articles homonymes, voir ASAM.
L'Association for Standardisation of Automation and Measuring systems, abrégée par le sigle ASAM, est une association fondée en décembre 1998 comme un consortium ayant pour but la standardisation de systèmes de mesures ou d'automatisation.
Elle offre des standards pour les modèles de données, les interfaces de programmation et les spécifications de syntaxes de langage de programmation pour une variété d'applications dédiées aux essais, à l'évaluation ou à la simulation (comme pour les essais de choc).

## Historique de l'organisme
L'organisme a été fondé le 1er décembre 1998 à Stuttgart dans le cadre du projet STAUMECS (acronyme de Standardisation of automation, measuring, and ecu calibration systems) à l'initiative du Service communautaire d'information sur la recherche et le développement et de constructeurs automobiles allemands. À sa fondation, l'association compte 26 membres. Elle emménage à Munich au début de l'année 1999.
Cette même année 1999, l'association signe une coopération avec le groupe CAN-CiA et s'établit aux États-Unis en créant le North American ASAM Work Group.
L'association entame sa standardisation ISO en 2000 et les premiers produits certifiés sont lancés.

## Forme juridique et gestion de l'organisation
L'ASAM est une association enregistrée en Allemagne sous une forme correspondant à une association loi de 1901 française : Association en Suisse ; son nom complet est donc "ASAM e.V".
Elle est aussi enregistrée aux États-Unis sous la forme d'une limited liability company où son nom est alors "ASAM LLC North America".
En plus de ses bureaux en Allemagne, ASAM e.V. en possède un autre à Pune.
L'association prend, en fait, la forme d'un consortium puisqu'il est essentiellement composé d'OEM et autres fournisseurs. Quelques universités et personnes individuelles en sont cependant membres.
Son bureau est élu tous les deux ans et compte quatre à cinq membres.
| Période   | Membres |
| --------- | --- |
| 1998-2001 | - M. le président Karl-Heinz Hoenes - M. Poelsler - Dr Langemack - M. Juergen Doering - Dr Melder                     |
| 2001-2003 | - M. le président Karl-Heinz Hoenes - M. Francis Ducroux - M. Christian Peter - M. Juergen Doering - M. Thomas Haller |
| 2003-2005 | - M. le président Martin Blanz - M. Fred Nemenski - Dr Jobst Richert - M. Jochen Thym                                 |
| 2005-2007 | - M. le président Martin Blanz - M. Bernd Oeffling - M. Fred Nemenski - Dr George Gillespie - Dr Jobst Richert        |

## Standards ASAM
- Automotive Electronics abrégé en AE
- ASAM Adopted Specifications abrégé en AAS
- ASAM Internal Standards abrégé en AIS
- Generic Devise Interface abrégé en GDI
- Automatic Calibration Interface abrégé en ACI
- Components for Evaluation and Analysis abrégé en CEA
- Open Data Service abrégé en ODS